# Hornpipe

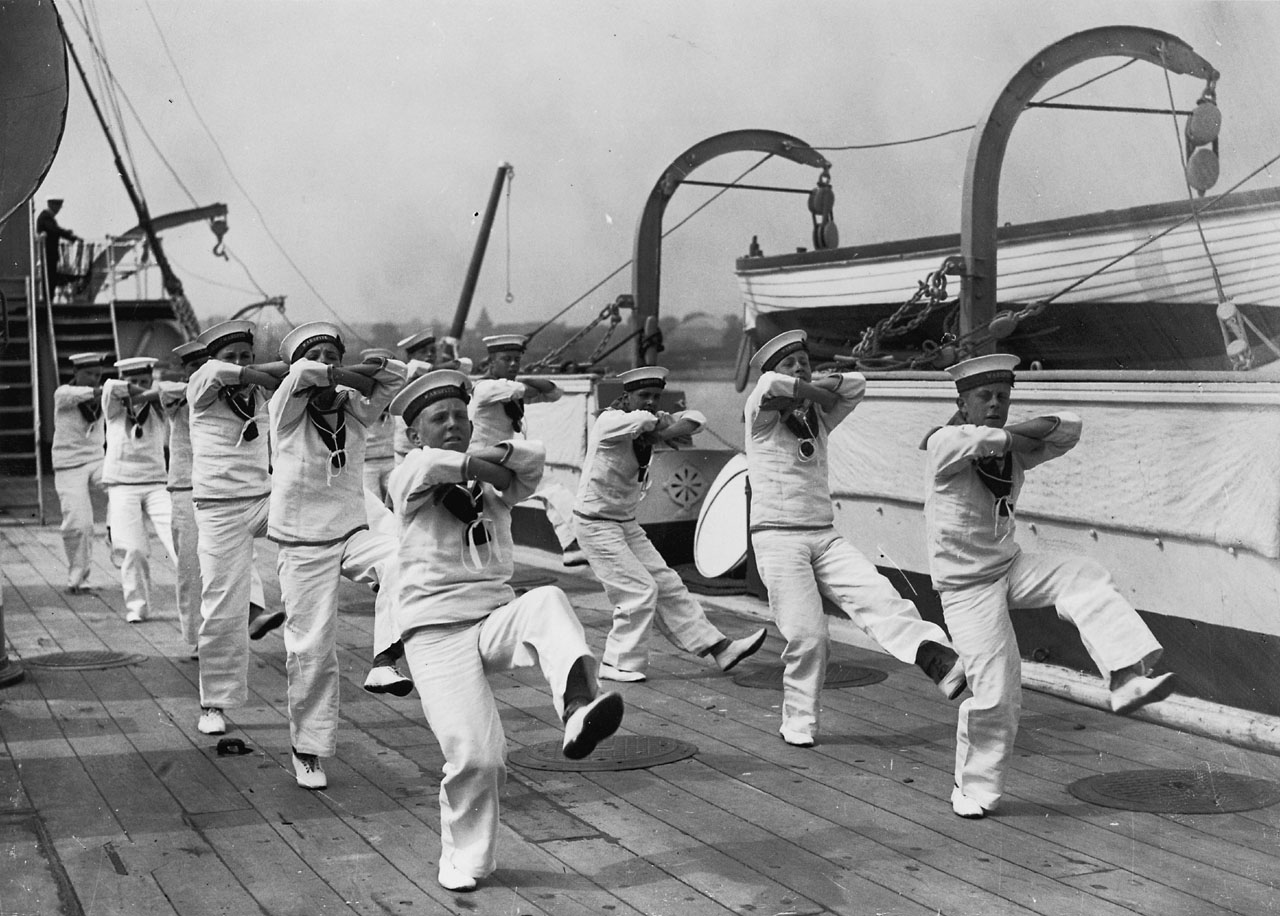
Kadeti tančící hornpipe

Hornpipe čti -pajp je starý irský lidový tanec. Původně šlo o tanec pro muže, kteří ho tančili v tvrdých botách. Původně třídobý, později ve čtyřčtvrťovém metru, avšak pomalejší než reel. Typickým prvkem tohoto tance je tzv. „Rocking Step“, spočívající v houpání se ze strany na stranu.
Rytmem je velice podobný polce. Název tance pochází z hudebního nástroje šalmajového typu podobného dudám.